# Disfonia espasmódica
Disfonia espasmódica, também conhecida como distonia laríngea, é um distúrbio no qual os músculos que geram a voz de uma pessoa entram em períodos de espasmo. Isso resulta em pausas ou interrupções na voz, geralmente a cada poucas frases, o que pode tornar a fala de uma pessoa difícil de ser entendida. A voz da pessoa também pode soar tensa ou ela pode estar quase incapaz de falar. O início é geralmente gradual e a condição é vitalícia.
A causa é desconhecida. Os fatores de risco podem incluir história familiar. Os gatilhos podem incluir uma infecção de via aérea superior, lesão na laringe, uso excessivo da voz e estresse psicológico. Acredita-se que o mecanismo subjacente envolva tipicamente o sistema nervoso central, especificamente os gânglios da base. O diagnóstico é normalmente feito após exame por uma equipe de profissionais de saúde. É um tipo de distonia focal.
Embora não haja cura, o tratamento pode melhorar os sintomas. Mais comumente, isso envolve a injeção de toxina botulínica nos músculos afetados da laringe. Isso geralmente resulta em melhora por alguns meses. Outras medidas incluem terapia vocal, aconselhamento e dispositivos de amplificação. Se isso não for eficaz, a cirurgia pode ser considerada; no entanto, as evidências que apoiam a cirurgia são limitadas.
Estima-se que o transtorno afete 2 em cada 100.000 pessoas. As mulheres são mais comumente afetadas. O início ocorre normalmente entre os 30 e os 50 anos. A gravidade é variável entre as pessoas. Em alguns, o trabalho e a vida social são afetados. A expectativa de vida é, no entanto, normal.